# Rosanna Marani
Rosanna Marani (Imola, Emilia-Romagna, 12 de outubro de 1946) é uma apresentadora e jornalista esportiva italiana.

## Biografia
Nascida em Imola em 12 de outubro de 1946 começou no jornalismo esportivo no jornal La Gazzetta dello Sport. Trabalhou também nos jornais Il Giornale d'Italia e Il Resto del Carlino. 
Foi a primeira mulher italiana a se tornar jornalista esportiva profissional, em 1976, e a primeira a conduzir um programa esportivo na televisão: Bar Sport, um talk show sobre o futebol. Nos anos seguintes, dedicou-se principalmente à televisão.
Tem três filhos: Gabriele, Andrea e Giulia.
Depois de ter-se aposentado, foi doente de câncer em 2006 e dedicou-se muito ao voluntariado, fundando com Corinna Andreatta a Associação não lucrativa Chiliamacisegua, que cuida dos animais.

## Honrarias
Ordem de Mérito de 5ª Classe - Cavaleiro: Por ter aberto o caminho às mulheres numa profissão, o jornalismo esportivo. — Roma, 2 de junho de 1983